# Гішам ібн Абдул-Малік
Гіша́м ібн Абдул-Ма́лік (араб. هشام بن عبد الملك; 691 — 6 лютого 743) — омеядський халіф.

## Життєпис
Успадкувавши владу від свого брата Язіда II, Гішам стикнувся з численними проблемами: поразки від хозарів (Битва при Ардебілі) на Кавказі й від тюргешів («День Спраги» й Битва на перевалі Тахтакарача) у Середній Азії, повстання індуїстів Сінду під керівництвом Джай Сінгха.
За його правління було відновлено практику обкладення населення податками, скасовану Умаром ібн Абдул-Азізом. Такий захід дозволив Халіфату тимчасово відновити свою економічну міць. У сільському господарстві було вжито заходів щодо розширення системи штучного зрошення. Однак посилення експлуатації призвело до повстань підкорених народів, найбільші з яких відбулись у Мавераннахрі (736—737) та Північній Африці (740—742). Помер від дифтерії.